# Liber aureus Epternacensis
Le Liber Aureus Epternacensis ou Livre d'Or d'Echternach (à ne pas confondre avec le Codex Aureus Epternacensis, qui contient les quatre Évangiles) est un document rédigé en 1191 dans l'abbaye d'Echternach (maintenant au Luxembourg), aujourd'hui conservé à la Bibliothèque d'État de Gotha. Il comprend la documentation écrite la plus ancienne relative à certaines parties du Brabant-Septentrional tardif. Le Liber Aureus est entièrement écrit sur vélin.
Il remonte à un original rédigé vers 1150 par un certain Theodoricus Scholasticus, et contient des copies de documents beaucoup plus anciens, remontant à environ 700 apr. J.-C., à l'époque des Pépinides.
Theodoricus Scholasticus (également appelé Théodoric d'Echternach) était un moine bénédictin et directeur de l'école monastique d'Echternach. Il écrivit le Liber Aureus sous l'abbé Godefroy d'Echternach, dans le cadre de la rédaction d'une chronique mondiale avec l'intention de démontrer quels droits l'abbaye avait acquis dans le passé. Ils voulaient soumettre cela à l'empereur Henri VI, qui devait servir de médiateur dans un conflit entre l'abbaye et l'archevêque Jean Ier de Trèves.
Le Liber Aureus se compose de deux parties, dont la deuxième partie n'est que partiellement achevée.
Outre les copies des chartes, le Liber Aureus contient également des notes historiques et la Vita Irminae (la biographie de sainte Irmine d'Oeren), rédigée par l'abbé Théofried d'Echternach (1083-1110).

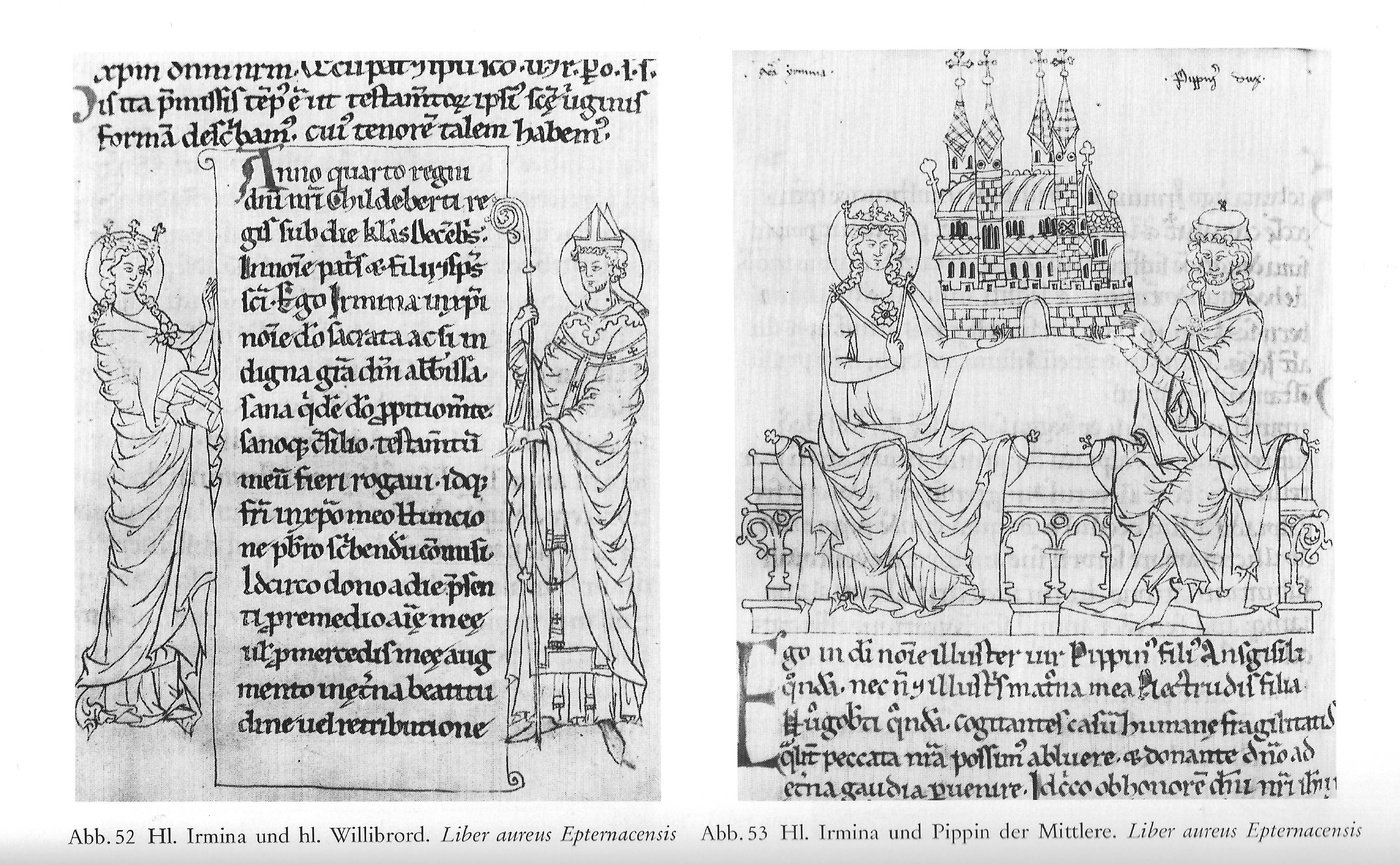
Illustrations tirées de la Vita Irminiae du Liber Aureus Epternacensis.

Grâce au Liber Aureus, l'abbaye put se maintenir en tant qu'État libre. Le Libellus de Libertate Epternacensi Propuguata a également été écrit à cet effet.
Louis de Saint-Euchaire, qui fut abbé d'Echternach de 1173 à 1181, mit Théodoricus en contact avec Hildegarde de Bingen et acheva son Liber Divinorum Operum, que le prévôt de Ruppertsberg avait déjà commencé. Après la mort d'Hildegarde en 1179, Théodoricus écrivit également sa biographie.
Le manuscrit a été entièrement restauré en 1958.

## Sources
- (nl) Cet article est partiellement ou en totalité issu de l’article de Wikipédia en néerlandais intitulé « Liber aureus Epternacensis » (voir la liste des auteurs).